# ID学園高等学校
郁文館夢学園ID学園高等学校（いくぶんかんゆめがくえんアイディーがくえんこうとうがっこう）は、長野県東御市に本校がある私立通信制高等学校。学校法人郁文館夢学園が設置し、2020年4月1日に開校した。

## 概要
- 通信教育を行う区域は1都2府11県（長野県・東京都・神奈川県・埼玉県・千葉県・茨城県・群馬県・栃木県・山梨県・静岡県・大阪府・京都府・兵庫県・奈良県）在住者に限られる[1]。
- 東御市には学校法人郁文館夢学園の研修施設「奈良原研修センター鴻夢館」があり、長年生徒が毎年合宿研修を行い、東御市の協力で様々な体験活動に取り組んできた。2019年に郁文館は学校法人創立 130 周年を迎えたが、節目を迎えるにあたり多様な教育ニーズに対応すべく思い描く教育の実現を目指して鴻夢館を活用するために広域通信制高校の設置が申請された[2]。

- 校名の「ID」とはIdentityのIDであると同時に、Ikubunkan DreamのIDを意味する[3]。

## 沿革
（沿革の出典は法人公式サイト）
- 2020年（令和2年）
  - ID学園高等学校（広域通信制・単位制）開校[2]

## コース
（出典は公式サイト）
- 通信型
  - オンライン学習コース

- 通学型
  - 週1日コース
  - 週3日コース
  - 総合進学コース(週5日)
  - グローバルコース（水道橋キャンパスのみ[6]）：最大1年間、海外へ留学する。
  - 起業・ビジネスコース（水道橋キャンパスのみ[7]）

通信型・通学型共に毎月コースの変更ができる。
また、条件を満たすことで同法人内の全日制郁文館高校への転籍が可能である。

## スクーリング
- 通信型のコースに所属する生徒は、長野本校での宿泊型スクーリング、もしくは年6回程度実施される各エリアでの通い型集中スクーリングに参加する。通学型の生徒は、金曜日に定期的に開催されるキャンパススクーリングへの参加が原則として求められる。体調不良等により参加ができなかった場合には夏期もしくは冬期に実施される通い型集中スクーリングに参加することになる。[9][10]

## 本校・キャンパス・スクーリング会場
（出典は公式サイト）
- 長野本校

長野県東御市新張1931
長野県在住の生徒については、サポート校「KATEKYO高等学院」に通学し、サポートを受けられる
- 法人本部校

東京都文京区向丘2-19-1
- 水道橋キャンパス

東京都千代田区神田三崎町3-2-14
- 池袋キャンパス

東京都豊島区西池袋1丁目10-10　東武アネックス6F
- 大宮キャンパス

埼玉県さいたま市大宮区桜木町2-155　大宮西口ビル1・2F
- 立川キャンパス

東京都立川市曙町2－4－3　TISビル 3F　
- 秋葉原キャンパス

東京都千代田区外神田１丁目１６−８ ギークス秋葉原 6F
- 横浜キャンパス

神奈川県横浜市西区南幸２丁目１５−２０ ＹＢＳ南幸ビル 6F
- 御殿場サテライト校

静岡県御殿場市萩原26-1
静岡県在住の生徒については、サポート校「御殿場サテライト校」（煌心高等学院）にて学習サポートを受けられる。